# Petite-Île (Gemeinde)
Petite-Île (auf Deutsch: Kleine Insel) ist eine französische Gemeinde im Übersee-Département Réunion mit 12.920 Einwohnern (1. Januar 2022).

## Geographie
Die Gemeinde befindet sich im Süden von Réunion, auf den Hängen des Vulkans Piton de la Fournaise und grenzt an die Gemeinden Saint-Joseph und Saint-Pierre.
Sie erhielt ihren Namen nach der vorgelagerten Petite Île (deutsch Kleine Insel).
|  |

## Geschichte
1727 begann die wirtschaftliche Nutzung des späteren Gemeindegebiets: Gouverneur Antoine Boucher erteilte mehreren Bürgern aus der Gemeinde und damaligen Inselhauptstadt Saint-Paul Konzessionen für den Anbau von Kaffee, Obst und Gemüse.
- 1735 – es werden 35 Haushalte in der Gemeinde registriert
- 1816 – 110 Einwohner
- 1857 – Gründung der Kirchengemeinde
- 1883 – erste gepflasterte Straße nach St. Pierre
- 1935 – Gemeindegründung
- 1954 – Anschluss an das Stromnetz

## Bildungswesen
In der Gemeinde gibt es ein Collège.

## Wirtschaft und Tourismus
Die Gemeinde ist landwirtschaftlich geprägt. Hauptproduktionsgüter sind Zuckerrohr, Parfümpflanzen, Zitrusfrüchte und Gemüse.
Im Ort gibt es zahlreiche Touristenpensionen und am Strand von Grande-Anse eine Vier-Sterne-Hotelanlage.

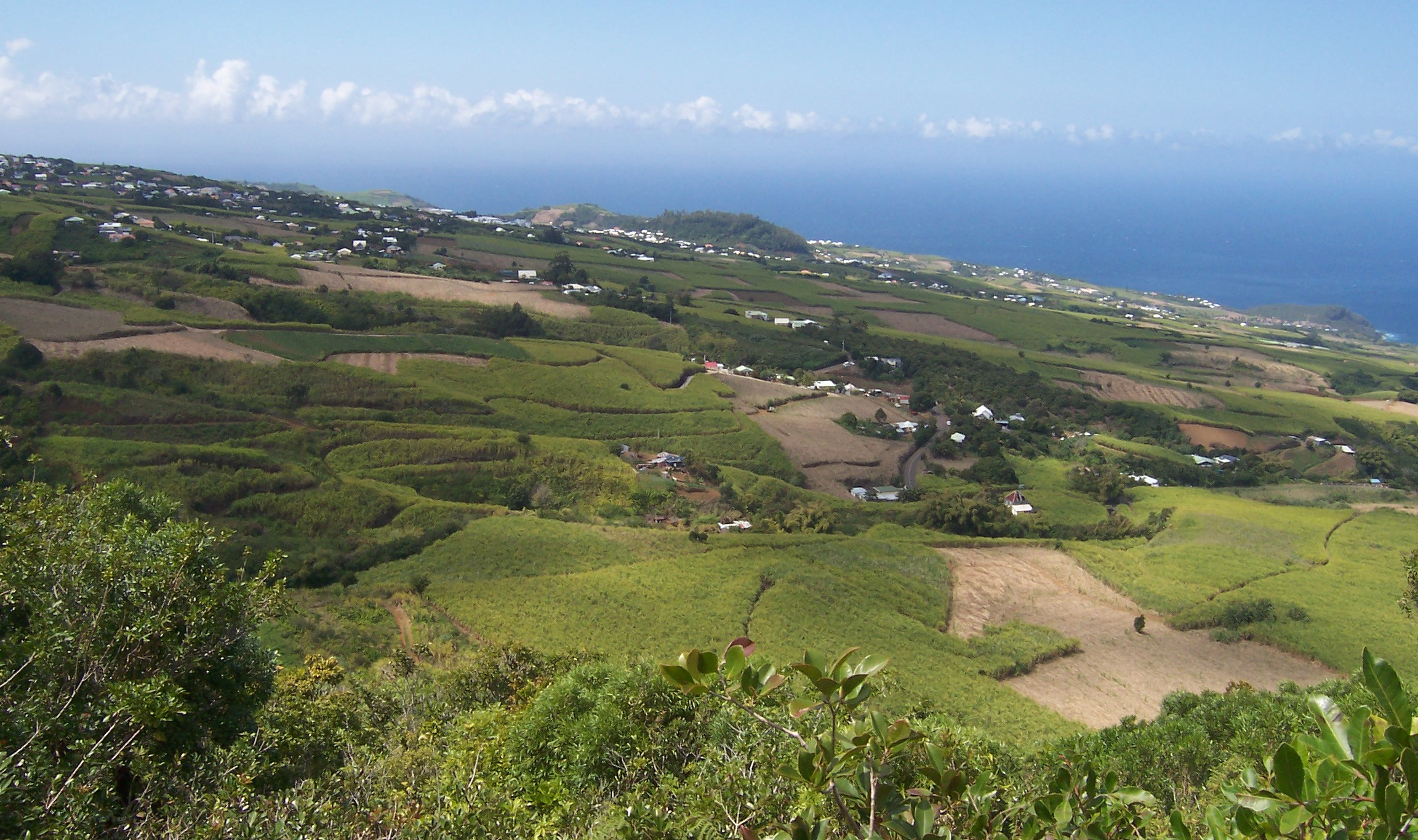
Zuckerrohrfelder
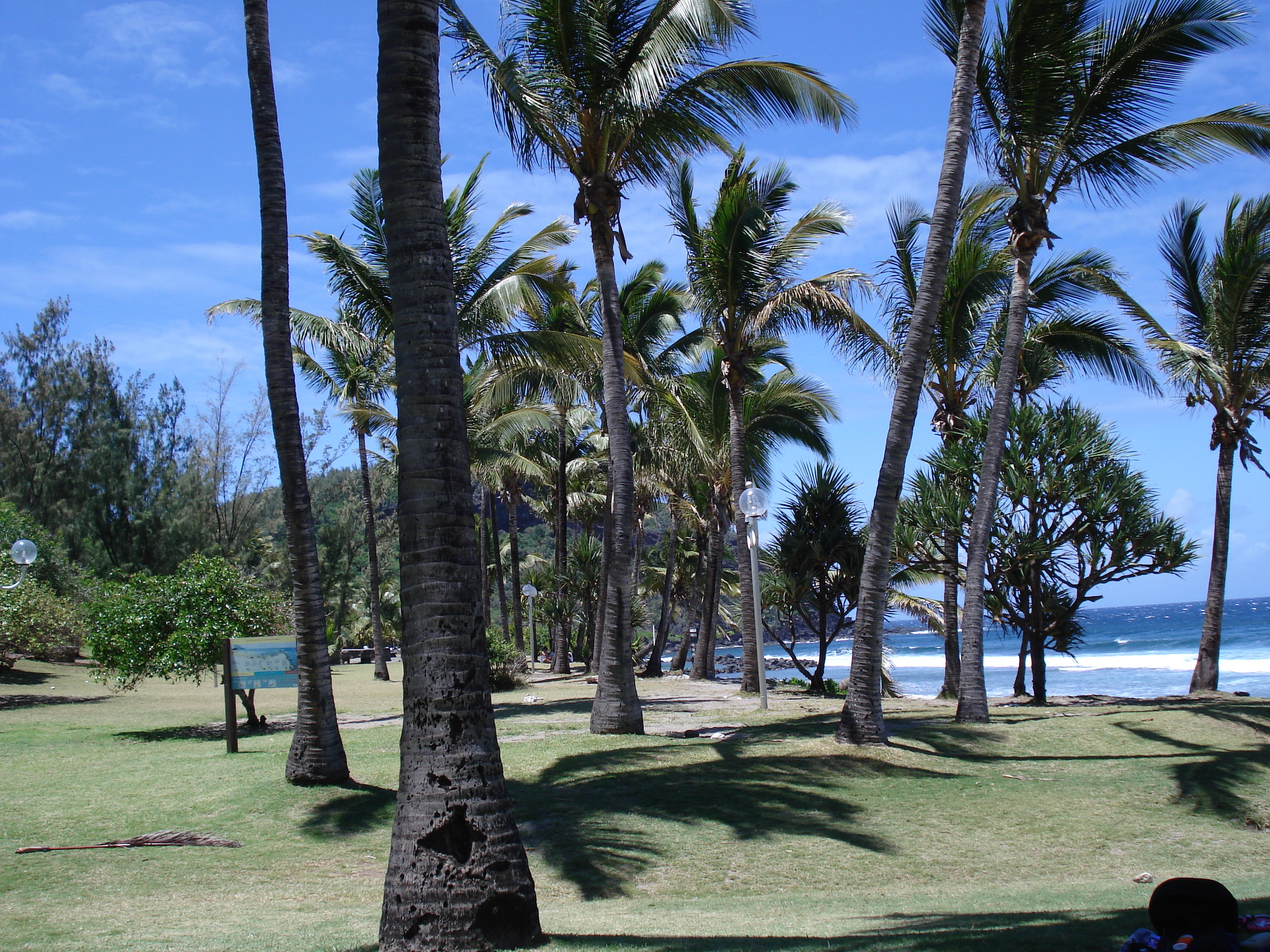
Der Strand von Grand-Anse
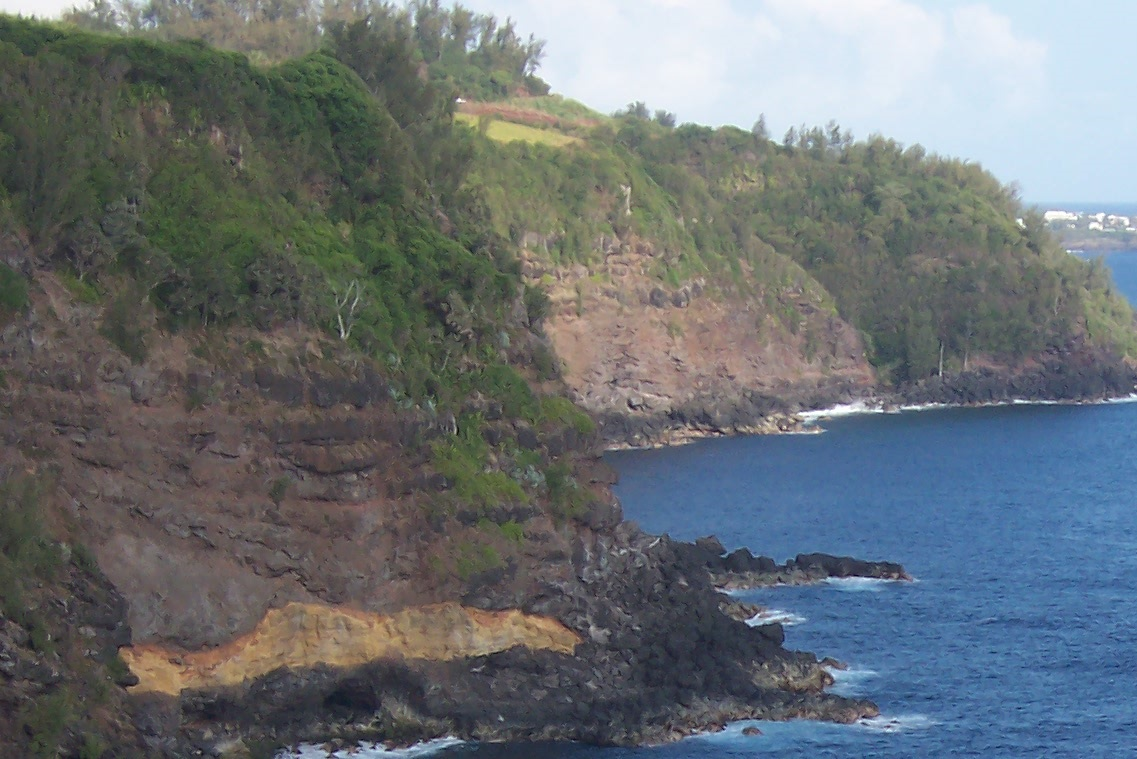
Felsküste